# Riksdagsvalget i Sverige 1985
Riksdagsvalget i Sverige 1985 til Sveriges rigsdag blev afholdt den 15. september 1985.

## Valgresultat
| Parti                 | Parti                        | Partiledere                     | Stemmer             | Stemmer | Stemmer | Mandatfordeling | Mandatfordeling |
| Parti                 | Parti                        | Partiledere                     | Antal               | %       | +− %    | Antal           | +−              |
| --------------------- | ---------------------------- | ------------------------------- | ------------------- | ------- | ------- | --------------- | --------------- |
|                       | Socialdemokraterna           | Olof Palme                      | 2 487 551           | 44,68   | −0,93   | 159             | −7              |
|                       | Moderata samlingspartiet     | Ulf Adelsohn                    | 1 187 335           | 21,33   | −2,31   | 76              | −10             |
|                       | Folkpartiet                  | Bengt Westerberg                | 792 268             | 14,23   | +8,33   | 51              | +30             |
|                       | Centern                      | Thorbjörn Fälldin               | 691 258             | 12,42   | —       | 44              | —               |
|                       | Vänsterpartiet kommunisterna | Lars Werner                     | 298 419             | 5,36    | −0,20   | 19              | −1              |
|                       | Miljöpartiet                 | Ragnhild Pohanka og Per Gahrton | 83 645              | 1,50    | −0,15   | —               | —               |
|                       | Øvrige partier               | —                               | 26 546              | 0,48    | —       | —               | —               |
| Antal gyldige stemmer | Antal gyldige stemmer        | Antal gyldige stemmer           | 5 567 022           | 100,00  |         | 349             |                 |
| Ugyldige stemmer      | Ugyldige stemmer             | Ugyldige stemmer                | 48 220              |         |         |                 |                 |
| Totalt                | Totalt                       | Totalt                          | 5 615 242 (89,93 %) |         |         |                 |                 |